# 府中病院
府中病院（ふちゅうびょういん）は、大阪府和泉市にある医療機関。社会医療法人生長会が運営する病院である。地域医療支援病院。2009年4月に大阪府がん診療連携拠点病院に指定された。

## 診療科
- 総合急病救急センター
  - 総合内科
  - 急病救急部
- 循環器科
- 血液疾患センター
- 呼吸器科
- 消化器内科
- 糖尿病センター
- 外科
- 脳外科・脳血管センター
- 心臓血管外科
- 整形外科
- 形成外科
- リハビリテーション科
- 泌尿器科
- 婦人科
- 産科
- 眼科
- 皮膚科
- 放射線科
- 麻酔科
- 小児科

## 医療機関の指定等
- 保険医療機関
- 労災保険指定医療機関
- 指定自立支援医療機関（更生医療・育成医療・精神通院医療）
- 母体保護法指定医のいる医療機関
- 生活保護法指定医療機関
- 原子爆弾被爆者一般疾病医療取扱医療機関
- DPC対象病院
- 指定療育機関
- 身体障害者福祉法指定医の配置されている医療機関
- 臨床研修指定病院
- 地域医療支援病院
- 産科医療補償制度加入

## 交通アクセス
- JR阪和線和泉府中駅より徒歩約5分